# استیفنسون (ویرجینیای غربی)
استیفنسون (به انگلیسی: Stephenson) یک منطقهٔ مسکونی در ایالات متحده آمریکا است که در شهرستان وایومینگ، ویرجینیای غربی واقع شده‌است.